# Alexandru Ișfan
Alexandru Mihai Ișfan (Mioveni, 31 gennaio 2000) è un calciatore rumeno, attaccante dell'U Craiova.

## Carriera

### Club
Cresciuto nel settore giovanile del Mioveni, debutta in prima squadra il 9 marzo 2019, in occasione dell'incontro di Liga II perso per 2-0 contro il Metaloglobus. Dopo aver trascorso un biennio nella seconda divisione rumena, totalizzando 67 presenze e otto reti, nel 2021 viene acquistato dall'Argeș Pitești, con cui esordisce in Liga I il 17 luglio 2021, disputando l'incontro perso per 1-0 contro l'U Craiova. Sigla la sua prima rete nella prima divisione rumena l'11 settembre seguente, realizzando la rete del definitivo 1-0 contro l'FCU Craiova. Nel gennaio 2023 viene acquistato dall'U Craiova.

### Nazionale
Nel 2021 ha esordito con la nazionale rumena Under-21.

## Statistiche

### Presenze e reti nei club
Statistiche aggiornate al 28 novembre 2022.
| Stagione             | Squadra              | Campionato           | Campionato | Campionato | Coppe nazionali | Coppe nazionali | Coppe nazionali | Coppe continentali | Coppe continentali | Coppe continentali | Altre coppe | Altre coppe | Altre coppe | Totale | Totale |
| Stagione             | Squadra              | Comp                 | Pres       | Reti       | Comp            | Pres            | Reti            | Comp               | Pres               | Reti               | Comp        | Pres        | Reti        | Pres   | Reti   |
| -------------------- | -------------------- | -------------------- | ---------- | ---------- | --------------- | --------------- | --------------- | ------------------ | ------------------ | ------------------ | ----------- | ----------- | ----------- | ------ | ------ |
| gen.-giu. 2019       | Mioveni              | L2                   | 10         | 2          | CR              | -               | -               |                    | -                  | -                  |             | -           | -           | 10     | 2      |
| 2019-2020            | Mioveni              | L2                   | 22+2       | 1+0        | CR              | 2               | 0               |                    | -                  | -                  |             | -           | -           | 26     | 1      |
| 2020-2021            | Mioveni              | L2                   | 28+2       | 5+0        | CR              | 1               | 0               |                    | -                  | -                  |             | -           | -           | 31     | 5      |
| Totale Mioveni       | Totale Mioveni       | Totale Mioveni       | 60+4       | 8+0        |                 | 3               | 0               |                    | -                  | -                  |             | -           | -           | 67     | 8      |
| 2021-2022            | Argeș Pitești        | L1                   | 39         | 3          | CR              | 4               | 1               |                    | -                  | -                  |             | -           | -           | 43     | 4      |
| 2022-2023            | Argeș Pitești        | L1                   | 18         | 3          | CR              | 2               | 0               |                    | -                  | -                  |             | -           | -           | 20     | 3      |
| Totale Argeș Pitești | Totale Argeș Pitești | Totale Argeș Pitești | 57         | 6          |                 | 6               | 1               |                    | -                  | -                  |             | -           | -           | 63     | 7      |
| Totale carriera      | Totale carriera      | Totale carriera      | 121        | 14         |                 | 9               | 1               |                    | -                  | -                  |             | -           | -           | 130    | 15     |